# 1837 au Canada
Pour un article plus général, voir Chronologie du Canada.
Cet article traite des événements qui se sont produits durant l'année 1837 au Canada.

## Événements

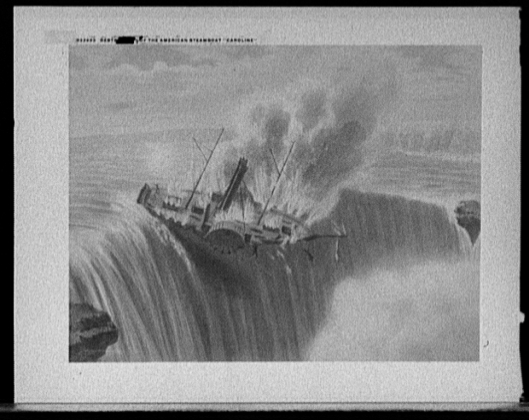
29 décembre : destruction du vapeur américain Caroline par les Britanniques

- Le refus par le Royaume-Uni d'un régime parlementaire pour le Canada provoque les rébellions de 1837. William Lyon Mackenzie dirige la rébellion du Haut-Canada alors que Louis-Joseph Papineau dirige la rébellion des Patriotes du Bas-Canada.
- 1er mars : Londres proclame les dix résolutions Russell et rejette les 92 résolutions du Parti patriote.
- Assemblées populaires contre les résolutions Russell à Saint-Ours (7 mars) à Saint-Laurent et à Saint-Marc-sur-Richelieu (15 mai), à Stanbridge (Missisquoi) (4 juillet).
- 18 août : l’Assemblée législative du Bas-Canada refuse de voter le budget forçant le Gouvernement à passer outre.
- 4 octobre : manifeste des Fils de la Liberté. Début d'une guerre civile au Bas-Canada, appelée la Rébellion des Patriotes, rapidement matée par les forces régulières britanniques[1].
- 6 novembre : affrontement à Montréal entre l’Association patriote « Les Fils de la Liberté » et les membres du « Doric Club » d’allégeance loyaliste[1]. Saccage de maisons de patriotes. Échange de coups de feu à Saint-Jean-sur-Richelieu (10 novembre).
- 16 novembre : arrestation de chefs patriotes[1]. Louis-Joseph Papineau réussit à se rendre aux États-Unis.
- 19 novembre : manifestations de Patriotes à Québec.
- 23 novembre : victoire des Patriotes à la bataille de Saint-Denis[1].
- 25 novembre : défaite des Patriotes à la bataille de Saint-Charles contre le Lieutenant-colonel George Augustus Wetherall[1].
- 25 novembre : les Patriotes prennent le village de Saint-Eustache.
- 5 décembre :
  - proclamation de la loi martiale dans le district de Montréal.
  - Toronto : début de la rébellion du Haut-Canada[2].
- 7 décembre : défaite des rebelles du Haut-Canada à Toronto.
- 13 décembre : William Lyon Mackenzie doit s’exiler aux États-Unis où il proclame la république du Canada à l’île Navy.
- 14 décembre : bataille de Saint-Eustache. Les Patriotes retranchés dans l’église paroissiale de Saint-Eustache sont exterminés[1].
- 15 décembre : l’armée britannique brûle le village de Saint-Benoît.
- 28 décembre : début de la Douzième législature du Nouveau-Brunswick (en).

- Arrivée des Frères des écoles chrétiennes qui vont œuvrer dans l'enseignement.
- Fondation de la Hart's Bank à Trois-Rivières.
- Fondation du magasin Holt Renfrew à Québec qui va plus tard devenir une chaine de magasins.

### Exploration de l'Arctique

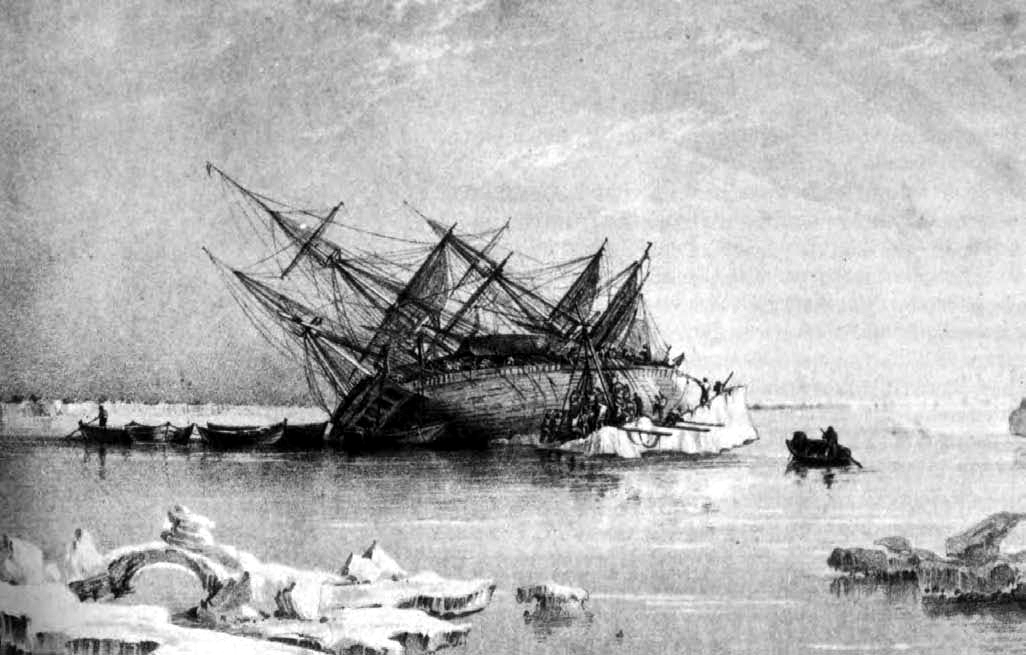
Hms Terror au printemps 1837

- Le navire HMS Terror de l'expédition de George Back est endommagé par la glace. Il s'en libère en juillet. Le navire frôle le naufrage alors qu'il accoste en Irlande.
- Peter Warren Dease et Thomas Simpson explorent et cartographient pour le compte de la Compagnie de la Baie d'Hudson la côte entre l'embouchure du Fleuve Mackenzie et Point Barrow à l'ouest. Ses travaux complètent la cartographie entre le Détroit de Béring et le fleuve Mackenzie.

## Culture
- Publication du premier roman canadien français L'influence d'un livre par Philippe Aubert de Gaspé, fils.
- La rébellion des patriotes devait inspirer la chanson Mon chapeau de paille[3].

## Naissances
- Décembre : Gabriel Dumont, chef métis.

## Décès
- 2 décembre : Robert Shore Milnes, gouverneur du Bas-Canada (° 1754).
- 14 décembre : Jean-Olivier Chénier, chef de rébellion patriote.
- Richard Pierpoint (en), loyaliste noir.